# Parjadinkamm
Der Parjadinkamm (häufig auch Paryadinkamm) ist ein Gebirgskamm nahe der Nordwestspitze Südgeorgiens. Er erstreckt sich vom Kap Alexandra bis zum Kap Parjadin.
Die Benennung geht auf den deutschen Forschungsreisenden Ludwig Kohl-Larsen bei seinem Besuch Südgeorgiens zwischen 1928 und 1929 zurück und ist an die Benennung des gleichnamigen Kaps angelehnt. Dessen Namensgeber ist der Steuermann der Wostok, eines der beiden Forschungsschiffe der ersten russischen Antarktisexpedition (1819–1821) unter der Leitung Fabian Gottlieb von Bellingshausens.